# Mulyasejati
Mulyasejati is een bestuurslaag in het regentschap Karawang van de provincie West-Java, Indonesië. Mulyasejati telt 7011 inwoners (volkstelling 2010).